# Bundestagsausschuss

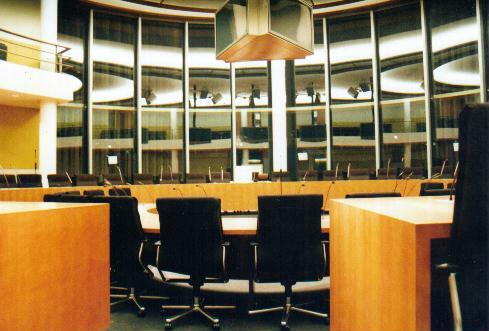
Ausschuss-Tagungsraum im Bundestag

Der Deutsche Bundestag hat zur fachspezifischen Arbeit Bundestagsausschüsse zu verschiedenen Themenbereichen eingerichtet. Sie dienen als Parlamentsausschüsse der Vorbereitung der Bundestagsentscheidungen, da aufgrund der Größe des Plenums nicht alle Beschlüsse und Gesetzesentwürfe den Bundestag in seiner Gesamtheit durchlaufen können. Sie geben nach ausführlichen Vorberatungen, an denen die Fachpolitiker der Fraktionen sowie ggfs. externe Experten in Anhörungen beteiligt sind, einen entsprechenden Bericht ab, der dann als Beschlussvorlage für das Plenum dient. Neben den Ausschüssen gibt es im Deutschen Bundestag die Bundestagsgremien, zu denen trotz seines Namens der Wahlausschuss gehört. Die Ausschüsse tagen im Paul-Löbe-Haus.

## Anzahl und Aufbau
Zu jedem wichtigen Fachgebiet existiert ein Ausschuss des Bundestages. Die Ausschüsse des 20. Bundestages bestehen aus 16 bis 50 Abgeordneten und spiegeln die Zusammensetzung der Fraktionen im Plenum wider, sodass die Mehrheitsverhältnisse entsprechend sind. Die Ausschussmitglieder werden von den Fraktionen bestimmt.
Jeder Ausschuss hat einen Vorsitzenden und einen Stellvertreter. Der Vorsitzende bzw. sein Stellvertreter bereitet die Sitzungen vor, beruft sie ein und leitet sie. Normalerweise werden auch die Vorsitzendenposten entsprechend der Fraktionsgrößen auf alle Fraktionen aufgeteilt, sodass jede Partei berücksichtigt wird. „Neben den Vorsitzenden nehmen die Obleute eine Schlüsselstellung in den Ausschüssen ein: Jede Fraktion bestimmt für jeden Ausschuss eine Obfrau oder einen Obmann, die oder der für die Fraktionsführungen Hauptansprechpartner ist.“ Die Obleute bestimmen den Kurs ihrer Fraktion in den einzelnen Ausschüssen maßgeblich mit. Auch sind sie Schlichtungsinstanz, wenn es bei Verhandlungen zu Konflikten kommt.
Die Ausschüsse tagen normalerweise in nichtöffentlicher Sitzung. Mitglieder des Bundestages können als Zuschauer teilnehmen (§ 69 GO-BT). Der Bundestag beschließt bei der Einsetzung des Auswärtigen, des Verteidigungs- und des Innenausschusses (in Angelegenheiten der Inneren Sicherheit) regelmäßig, dass das Zutrittsrecht auf die ordentlichen Mitglieder oder deren namentlich benannte Vertreter beschränkt ist.
Das Grundgesetz schreibt folgende Ausschüsse bereits verpflichtend vor:
- Einen Ausschuss für auswärtige Angelegenheiten (Art. 45a GG)
- einen Ausschuss für Angelegenheiten der Europäischen Union (Art. 45 GG)
- einen Verteidigungsausschuss (Art. 45a GG) und
- einen Petitionsausschuss (Art. 45c GG).[7]

Zudem sind auch das Parlamentarische Kontrollgremium (Art. 45d GG), die G10-Kommission (Art. 10 GG) und das Gremium nach Artikel 13 Absatz 6 Grundgesetz (Art. 13 GG) direkt aus dem Grundgesetz abgeleitet, wobei diese formal keine „Ausschüsse“ im engeren Sinne sind.
Die weiteren Ausschüsse werden am Anfang der Legislaturperiode von den Abgeordneten festgelegt.
Die Ausschüsse können Sachverständige zu Anhörungen einladen. Die Eignung wird hierbei durch die Fraktionen selbst festgestellt und neben dem Empfang wissenschaftlicher Expertisen auch zur Interessenvermittlung genutzt. Vorladung und Vernehmung von Zeugen sowie das Veranlassen sonstiger Ermittlungen durch Gerichte und Verwaltungsbehörden ist Privileg der Untersuchungsausschüsse.

## Ständige Bundestagsausschüsse nach Wahlperiode

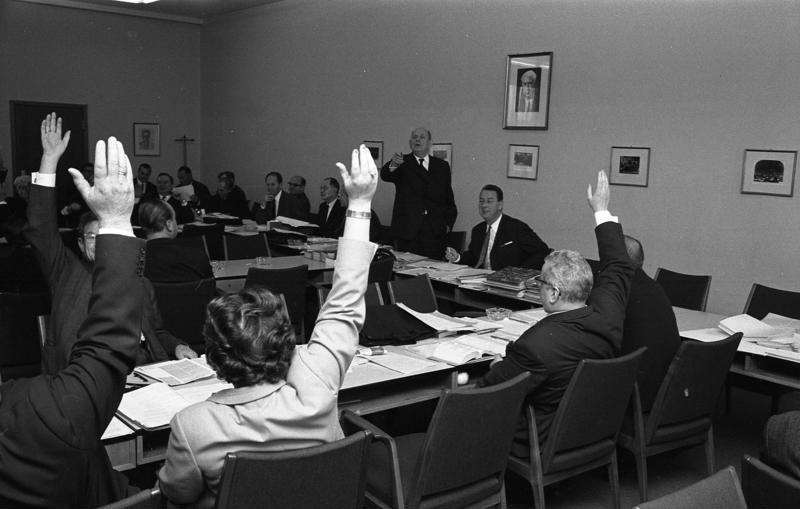
Sitzung des Sozialpolitischen Ausschusses im Bundeshaus in Bonn am 29. November 1967

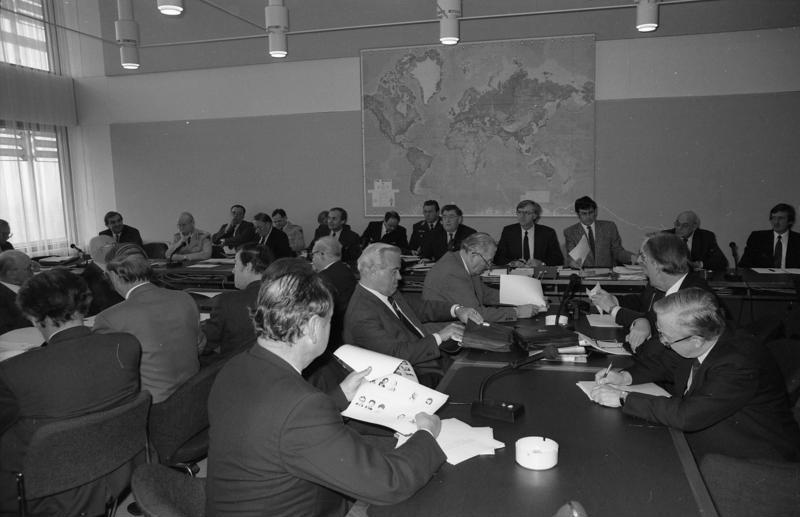
Sitzung des Verteidigungsausschusses in Bonn am 13. April 1988

- 1. Wahlperiode: 7. September 1949 – 7. September 1953
- 2. Wahlperiode: 6. Oktober 1953 – 6. Oktober 1957
- 3. Wahlperiode: 15. Oktober 1957 – 15. Oktober 1961
- 4. Wahlperiode: 17. Oktober 1961 – 17. Oktober 1965
- 5. Wahlperiode: 19. Oktober 1965 – 19. Oktober 1969
- 6. Wahlperiode: 20. Oktober 1969 – 23. September 1972
- 7. Wahlperiode: 13. Dezember 1972 – 13. Dezember 1976
- 8. Wahlperiode: 14. Dezember 1976 – 4. November 1980
- 9. Wahlperiode: 4. November 1980 – 29. März 1983
- 10. Wahlperiode: 29. März 1983 – 18. Februar 1987
- 11. Wahlperiode: 18. Februar 1987 – 20. Dezember 1990
- 12. Wahlperiode: 20. Dezember 1990 – 10. November 1994
- 13. Wahlperiode: 10. November 1994 – 26. Oktober 1998
- 14. Wahlperiode: 26. Oktober 1998 – 17. Oktober 2002
- 15. Wahlperiode: 17. Oktober 2002 – 18. Oktober 2005
- 16. Wahlperiode: 18. Oktober 2005 – 27. Oktober 2009
- 17. Wahlperiode: 27. Oktober 2009 – 22. Oktober 2013
- 18. Wahlperiode: 22. Oktober 2013 – 24. Oktober 2017
- 19. Wahlperiode: 24. Oktober 2017 – 26. Oktober 2021
- 20. Wahlperiode: 26. Oktober 2021 – Mai 2025
- 21. Wahlperiode: seit Mai 2025

## Temporärer Bundestagsausschuss
Mitte November 2013 wurde vorgeschlagen, am 28. November einen sogenannten Hauptausschuss einzusetzen, der die regulären Ausschüsse (mit Ausnahme des Parlamentarischen Kontrollgremiums) zeitweise ersetzen sollte. Ihm sollten rund 40 Parlamentarier (und ebenso viele Stellvertreter) angehören und bei Einsetzung der regulären Ausschüsse sollte er wieder aufgelöst werden. Hintergrund war, dass CDU/CSU und SPD die regulären Ausschüsse erst nach der Wahl einer Regierung einsetzen wollten und deshalb seit der Bundestagswahl am 22. September 2013 keine Ausschussarbeit stattfand. Kritik und Bedenken hinsichtlich der Verfassungsmäßigkeit an dem Plan wurden von den Grünen, Der Linken und von Wissenschaftlern wie Wolfgang Zeh und Hans Meyer geäußert. Am 21. November 2017 wurde erneut ein Hauptausschuss eingesetzt, da sich nach der Bundestagswahl 2017 die Regierungsbildung verzögerte. Nach Konstituierung der ständigen Ausschüsse wurde der Hauptausschuss am 31. Januar 2018 wieder aufgelöst. Ebenso verhielt es sich nach der Bundestagswahl 2021.

## Unterausschüsse
Die Ausschüsse können wiederum Unterausschüsse einsetzen. So hat der Bundestagsausschuss für Kultur und Medien in der 15. und 16. Wahlperiode einen Unterausschuss Neue Medien eingesetzt. Das Vertrauensgremium ist ein Unterausschuss des Haushaltsausschusses.

## Entscheidung des Bundesverfassungsgerichts zur Wahl und Abwahl von Vorsitzenden
Mit einer Klage beim Bundesverfassungsgericht (BVerfG) wollte die AfD-Bundestagsfraktion erreichen, dass die AfD Vorsitzende entsprechend ihrer Fraktionsgröße in den Fachausschüssen des Bundestages stellen darf, so wie es für die anderen Bundestagsfraktionen üblich ist, der AfD aber nur beschränkt gewährt wurde. Außerdem klagte die AfD-Fraktion gegen die Abwahl des AfD-Politikers Stephan Brandner. Brandner wurde am 31. Januar 2018 zum Vorsitzenden des Rechtsausschusses gewählt. Die Mehrheit der Ausschussmitglieder wählte ihn am 13. November 2019 nach umstrittenen Äußerungen Brandners wieder ab. Beide Klagen wurden im September 2024 vom Bundesverfassungsgericht zurückgewiesen. Der Grundsatz der Gleichbehandlung für die Besetzung der Ausschüsse gelte nicht für hauptsächlich organisatorische Posten wie den Vorsitz eines Ausschusses. Die Wahl und Abwahl eines Ausschussvorsitzenden durch eine Mehrheit der Ausschussmitglieder sei verfassungsrechtlich nicht zu beanstanden. Es sei außerdem verfassungsrechtlich grundsätzlich zulässig, wenn eine Fraktion bei der Besetzung wichtiger Posten wie des Vorsitzes leer ausgehe.